# Diócesis del Occidente

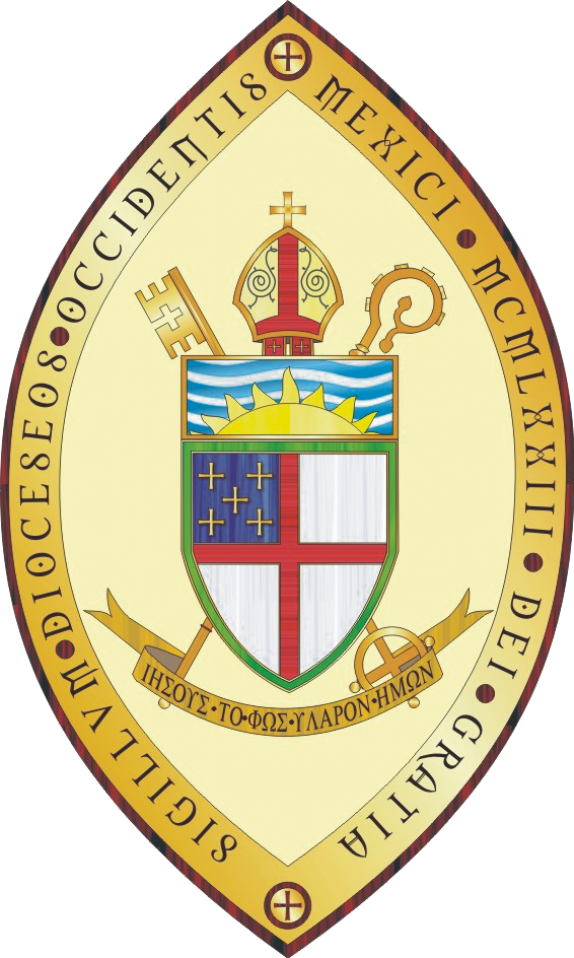
Escudo diocesano.

La Diócesis del Occidente (organizada en 1973) es parte de la Iglesia Anglicana de México, A.R., perteneciente a la Comunión anglicana.

## Historia
La presencia del pensamiento reformista anglicano en esta zona de la república mexicana data de finales del siglo XIX siendo la ciudad de Guadalajara la primera en tener una congregación. Sin embargo no fue hasta 1973 que las parroquias y misiones anglicanas en esta zona del país se organizaron como diócesis. Cabe señalar que las primeras congregaciones anglicanas en esta como en otras partes del país no fue resultado de misioness extranjeras, sino de la actividad de reformistas mexicanos.
Durante los primeros años de actividad de los reformistas, estos se encontraron con férrea oposición de grupos guadalupanistas (devotos de la imagen de la virgen de Guadalupe) quienes perseguían, asediaban y agredían a los miembros de las primeras congregaciones anglicanas. En tiempos de la Revolución Mexicana muchos laicos engrosaron las filas del movimiento revolucionario.

## Estructura y extensión
La diócesis abarca los estados de Baja California, Baja California Sur, Sonora, Sinaloa, Nayarit, Jalisco, Colima, Zacatecas, San Luis Potosí y parte de Guanajuato.
Cuenta con una Catedral San Pablo Apóstol, cinco parroquias de habla inglesa. St. Andrew’s, St. Mark’s, Christ Church by the Sea, Christ Church Lake Side y St. Mary Magdalene compuestas primordialmente de expatriados de países de habla inglesa. Tiene 7 parroquias mexicanas, San Pablo, San Esteban Mártir, El Buen Pastor, Espíritu Santo, Santa María Virgen, Santísima Trinidad, además tiene 20 misiones organizadas (dentro de estas, las congregaciones más antiguas de la diócesis) todas compuestas de mexicanos y 10 estaciones de predicación. Su Catedral se ubica en Zapopan Jalisco. Cuenta con un Centro de Estudios Teológicos que es la continuación del primer seminario anglicano en Latinoamérica, el Seminario de San Andrés fundado en 1884 por el clérigo americano nacido en New México Henry Forrester con el nombre de Escuela Deán Gray, en honor de su principal benefactor quien fuera Deán del actual seminario anglicano Episcopal Divinity School, en Cambridge, Massachusetts, EE. UU.
Desde que se organizó la diócesis se ha contado con cuatro obispos, el actual obispo diocesano es el Ilmo. Ricardo Joel Gómez Osnaya.

## Liturgia
A lo largo de su historia, el anglicanismo en esta zona del país se caracterizó por pertenecer al ala reformista del mismo y su liturgia podría ser calificada de evangélica o de iglesia baja. Así, hasta muy recientemente, los clérigos en esta zona empleaban al mínimo posible gestos y ceremonial litúrgicos propios del anglocatolicismo. El uso de casullas, era raro, y los clérigos utilizaban el título de "reverendo" o "ministro" contrariamente al de "padre". La litugia oficial es aquella del Libro de Oración Común y era acompañada por música de órgano y canto de himnodia anglicana contrariamente a música de guitarra y cantos de avivamiento más propios de la Iglesia católica actual o de movimientos de renovación carismática.
En la actualidad La Diócesis de Occidente contempla los dos usos de liturgia Anglocatólica y Low Church, como una forma de expresión de unión en diversidad, que es una característica del anglicanismo.